# Svislatski Rajon
Svislatski Rajon (vitryska: Свіслацкі раён, ryska: Свислочский район) är ett distrikt i Belarus. Det ligger i voblasten Hrodna voblast, i den västra delen av landet, 250 km sydväst om huvudstaden Minsk.